# Hyacinthe Mars
Hyacinthe Mars, né le 22 février 1908 à Petite-Forêt dans le Nord et fusillé comme otage le 14 avril 1942 au fort du Vert-Galant à Wambrechies, est un ouvrier métallurgiste, militant communiste et résistant français.

## Biographie

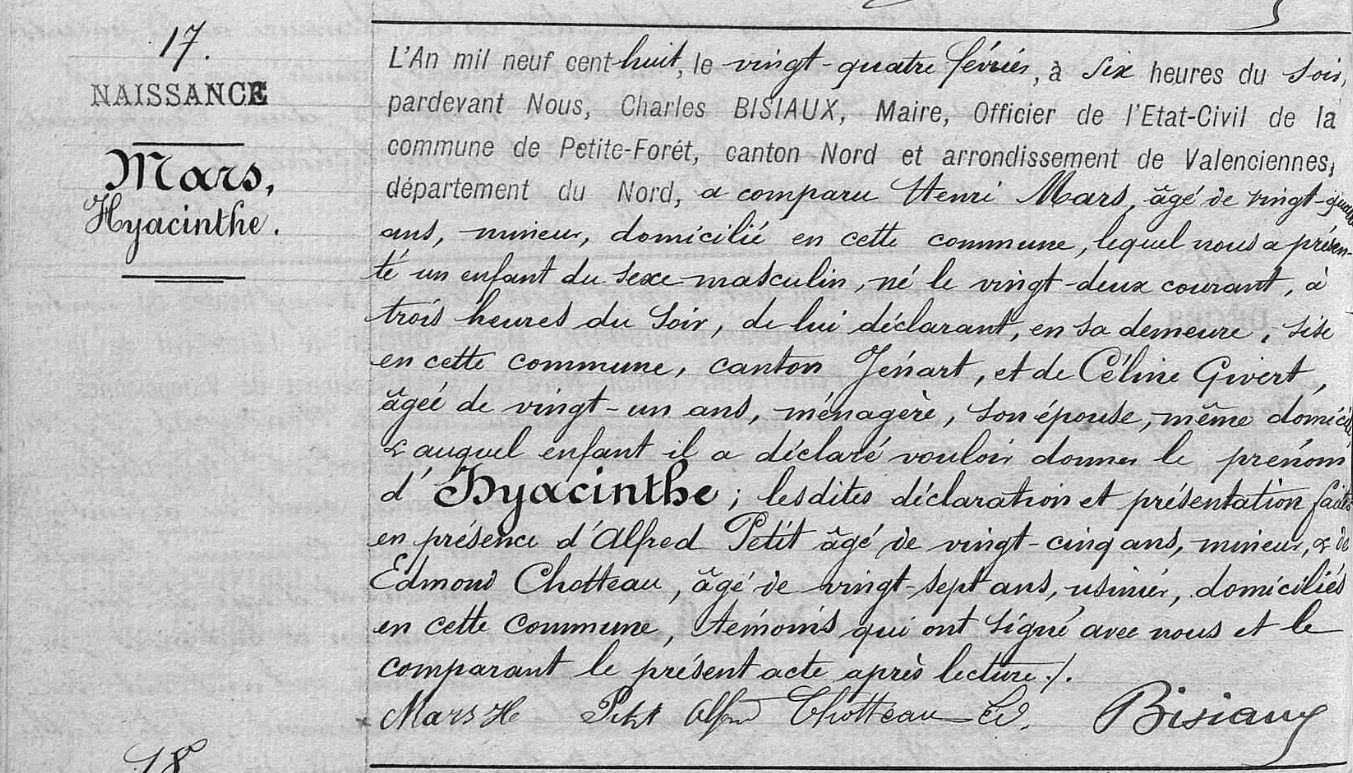
Son acte de naissance.

Hyacinthe Mars est le fils d’Henri Mars, mineur, vingt-quatre ans, et de Céline Givert, vingt-et-un ans, ménagère, il naît canton Jénart à Petite-Forêt le 22 février 1908. Il travaille comme ouvrier mouleur dans une fonderie située à Petite-Forêt. Il accomplit son service militaire au 110e régiment d’artillerie à Douai en 1928.
Hyacinthe Mars se marie avec Victoria Delpointe avec qui il a deux enfants.
Très jeune, il adhère aux Jeunesses communistes. Il est leur responsable en 1929 pour le Valenciennois aux côtés de René Franck, de Gilbert Honorez, de Keller et d’Eugène Denimal. La Kreiskommandantur 703 le considère comme « l’un des plus actifs propagandistes de la région de Petite-Forêt » bien qu'il n'exerce pas de fonction dirigeante.
Il aurait participé au sabotage de la ligne de Fives à Hirson aux alentours d’Orchies en juillet 1941 et se trouve arrêté par la Feldgendarmerie le 5 septembre 1941 à Petite-Forêt avec René Franck. Initialement interné à Valenciennes, il est transféré le 13 septembre à la prison de Douai puis, le 10 janvier 1942, à la caserne Négrier de Lille. Il est fusillé comme otage au fort du Vert-Galant à Wambrechies le 14 avril 1942, en représailles à l’attentat qui a eu lieu le 12 avril 1942 à Lens. Il a la médaille de la résistance.
Il est inhumé en décembre 1942 au cimetière de Petite-Forêt, en même temps que René Franck. Une rue porte son nom dans sa commune natale.